# Liste öffentlicher Bücherschränke in Rheinland-Pfalz
Dieser Artikel enthält öffentliche Bücherschränke in Rheinland-Pfalz und erhebt keinen Anspruch auf Vollständigkeit. Ein öffentlicher Bücherschrank ist ein Schrank oder schrankähnlicher Aufbewahrungsort mit Büchern, der dazu dient, Bücher kostenlos, anonym und ohne jegliche Formalitäten zum Tausch oder zur Mitnahme anzubieten. In der Regel sind die öffentlichen Bücherschränke an allen Tagen im Jahr frei zugänglich. Ist dies nicht der Fall, ist dies in den Listen in der Spalte Anmerkungen vermerkt.

## Liste
Derzeit sind in Rheinland-Pfalz 219 öffentliche Bücherschränke erfasst (Stand: 12. August 2025):
| Bild                                                    | Ausführung                                                 | Ort                                     | Seit          | Anmerkung | Lage                                                                                                   |
| ------------------------------------------------------- | ---------------------------------------------------------- | --------------------------------------- | ------------- | --- | --- |
|                                                         | Holzschrank                                                | Altenahr                                | Dez. 2012     | private Initiative, unterstützt vom Kulturverein | ⊙ Bahnhof, ehemalige Stückgut-Annahme                                                                  |
|                                                         | Englische Telefonzelle                                     | Altenkirchen                            | Mai 2014      | gestiftet von der Verbandsgemeinde Altenkirchen, betreut vom Projekt Antiquariat Altenkirchen | ⊙ Vor Bahnhofstraße 10                                                                                 |
|                                                         | Telefonzelle                                               | Altrich                                 | 18. Sep. 2018 | Eigeninitiative der Gemeinde mit einer Patenschaft ehrenamtlich engagierter Bürger | ⊙ Ecke Andreasstraße/Schulstraße                                                                       |
|                                                         | BOKX 01 (COR-TEN-Stahl/ESG)                                | Andernach                               | 8. Mai 2012   | gestiftet von der RWE | ⊙ gegenüber der Polizeistation                                                                         |
|                                                         | Bücherschrank                                              | Andernach                               |               | | ⊙ Johannesplatz gegenüber der KSK                                                                      |
|                                                         | Bücherschrank                                              | Arzfeld                                 | 12. März 2024 | Gesponsort durch Westenergie | ⊙ Luxemburger Straße 4, neben einem kleineren Park                                                     |
|                                                         | Bücherschrank                                              | Bacharach                               | Nov. 2023     | Gesponsert durch Westenergie und Vorgänger | ⊙ Lindenstraße 2                                                                                       |
|                                                         | RWE-Bücherschrank                                          | Bad Breisig                             | 11. Apr. 2013 | aufgestellt von RWE Energie | ⊙ Kurpark an der Tourist-Info, Koblenzer Straße 39                                                     |
|                                                         | Bücherschrank                                              | Badem                                   | 3. Mai 2022   | Gesponsert durch Westenergie und Vörganger | ⊙ Hubert-Lux-Straße 10, 54657 Badem                                                                    |
|                                                         | 2 Holzfässer                                               | Bad Hönningen                           | 2012          | | ⊙ vor dem Rathaus, Marktstraße 1                                                                       |
|                                                         | 2 Holzfässer                                               | Bad Hönningen                           | 2012          | umgebaute Barriques, von Paten betreut | ⊙ vor der Tourist-Information, Hauptstraße 84                                                          |
|                                                         | Stahlschrank                                               | Bad Kreuznach                           | Apr. 2018     | gefördert durch die Kreuznacher Stadtwerke | ⊙ Eiermarkt vor der Kirche St. Nikolaus                                                                |
|                                                         | ausgemusterte Telefonzelle                                 | Bad Kreuznach                           |               | gefördert durch den Rotary Club Bad Kreuznach-Nahetal | ⊙ im Kurpark                                                                                           |
|                                                         | Telefonzelle                                               | Bad Kreuznach-Ippesheim                 | Jan. 2020     | Telefonzelle mit Beleuchtung, mit Motiven aus dem Stadtteil bemalt | ⊙ Dorfplatz gegenüber der Christuskirche (Frankfurter Straße 2)                                        |
|                                                         | Telefonzelle                                               | Bad Marienberg                          | Aug. 2017     | [ 6 ] | ⊙ Bismarckstr. 39                                                                                      |
|                                                         | Telefonzelle                                               | Bad Neuenahr-Ahrweiler                  | 18. Sep. 2018 | | ⊙ Ahrweiler, auf dem Marktplatz                                                                        |
|                                                         | Telefonzelle                                               | Battweiler                              | Nov. 2019     | öffentlicher Bücherschrank mit Beleuchtung, aufgestellt von der Protestantischen Kirchengemeinde in Zusammenarbeit mit der Ortsgemeinde | ⊙ Lindenstraße 27 vor dem Karolinenhaus                                                                |
|                                                         | Bücherschrank                                              | Bechhofen                               | 2023          | | ⊙ Hauptstraße 85, im Torbogen                                                                          |
|                                                         | Offener Bücherschrank                                      | Beltheim                                | 28. Nov. 2024 | Gesponsort durch Westenergie und Vorgänger | Hauptstraße 28                                                                                         |
|                                                         | Telefonzelle                                               | Bendorf                                 |               | | ⊙ In der Nähe vom Stadtpark, Hauptstraße                                                               |
|                                                         | Bücherschrank                                              | Bernkastel-Kues                         | 27. Jan. 2021 | Gesponsert durch Westenergie und Vorgänger | ⊙ Vor der Güterhalle „Alter Bahnhof“, Friedrichstraße                                                  |
|                                                         | Offener Bücherschrank                                      | Bernkastel-Kues                         | 23. Apr. 2025 | Gesponsort durch Westenergie und Vorgänger | Gestade, Höhe Haus Nr. 12                                                                              |
|                                                         | englische Telefonzelle                                     | Betzdorf                                | Nov. 2020     | öffentlicher Bücherschrank, initiiert vom Citymanagement der Stadt Betzdorf | ⊙ Ecke Kirchstraße/Tiergartenstraße                                                                    |
|                                                         | Bücherschrank                                              | Bingen am Rhein                         |               | erster Bücherschrank in Bingen, angefertigt von Beschäftigten des städtischen Bauhofs | ⊙ im Park am Mäuseturm                                                                                 |
|                                                         | Bücherschrank                                              | Bingen am Rhein                         |               | von zwei Paten betreut | ⊙ auf dem Platz „Paradiesgässchen“                                                                     |
|                                                         | Bücherschrank                                              | Bingen am Rhein                         |               | Rheinpromenade, von einem Paten betreut | ⊙ Hindenburganlage, in der Nähe des Köln-Düsseldorfer-Pavillons                                        |
|                                                         | Bücherschrank                                              | Bingen-Büdesheim                        |               | von Paten betreut | ⊙ Ecke Saarlandstraße/Berlinstraße                                                                     |
|                                                         | Telefonzelle                                               | Birkenfeld                              | 6. Okt. 2015  | für jedermann zugänglich | ⊙ Schulweg 3, im Foyer des Seniorenzentrums „Senterra“                                                 |
|                                                         | ehemalige Telefonzelle                                     | Birnbach                                | 16. Juni 2022 | aufgestellt von der Ortsgemeinde Birnbach | ⊙ früher: Hauptstraße/Ecke Petersstraße Kirchstraße Ecke Hemmelzer Straße                              |
|                                                         | Lila Lesevilla (englische Telefonzelle)                    | Bitburg                                 | 16. März 2016 | aufgestellt von den Bitburger Buchpaten | ⊙ früher: Hauptstraße/Ecke Petersstraße jetzt: Rathausplatz                                            |
|                                                         | Bücherschrank                                              | Blankenrath                             | 2023          | Gesponsert durch Westenergie und Vorgänger | ⊙ Walhausener Straße 20                                                                                |
|                                                         | Telefonzelle                                               | Bockenheim an der Weinstraße            | Okt. 2020     | Wird ehrenamtlich von der Initiativgruppe „Bockenheimer-Kultur-Auslese“ gepflegt. | ⊙ Hinter dem Haus der Deutschen Weinstraße                                                             |
|                                                         | BOKX 01 (COR-TEN-Stahl)                                    | Boppard                                 | 2011          | Wird von der Stadtbücherei betreut | ⊙ Heerstraße                                                                                           |
|                                                         | Bücherschrank                                              | Braunshorn Ortsteil Ebschied            | 2016          | gespendet von Helmut und Jürgen Richter von Antik Richter, Ebschied | ⊙ am Gemeindehaus                                                                                      |
|                                                         | Telefonzelle                                               | Breitscheidt                            | 2025          | an der Bushaltestelle Bahnhofstraße Ecke Parkstraße | |
|                                                         | Telefonzelle mit Solarzellen                               | Bruttig-Fankel                          | 2018          | zwischen dem Ortsteil Bruttig und Fankel | ⊙ Hauptstraße                                                                                          |
|                                                         | Bücherschrank                                              | Buchholz (Westerwald)                   | 4. Dez. 2020  | Gesponsert durch Westenergie und Vorgänger | ⊙ Zur alten Schule 1, steht direkt an der Laterne                                                      |
|                                                         | Holzschrank                                                | Budenheim                               | Sep. 2021     | vor dem Kanu-Club Budenheim 1930 | ⊙ Isola-della-Scala-Platz 11, 55257 Budenheim                                                          |
|                                                         | Schrank                                                    | Budenheim                               | 2015          | vor dem Eingang der Kirche | ⊙ Jahnstraße 2 an der evangelischen Kirche                                                             |
|                                                         | Bücherbahnhof Bullay                                       | Bullay                                  | 1. Juni 2020  | Im Warteraum vom Busbahnhof, Öffnungszeiten Mo. – Do. 8:00 – 15:45 Uhr, Fr. 8:00 – 17:00 Uhr, Sa., So.; Feiertags gelegentlich geöffnet. | ⊙ Am Bahnhof von Bullay                                                                                |
|                                                         | Englische Telefonzelle                                     | Cochem                                  |               | Bücherzelle | ⊙ Klosterberg/Bernstraße                                                                               |
|                                                         | Bücherschrank                                              | Dachsenhausen                           |               | auf dem Dorfplatz, neben der Bushaltestelle Marktstraße | ⊙ |
|                                                         | Bücherschrank                                              | Daun                                    |               | am Forum Daun | ⊙ Leopoldstraße                                                                                        |
|                                                         | Telefonzelle                                               | Demerath, Verbandsgemeinde Daun         | 2018          | Initiative einzelner Einwohner | ⊙ Kreuzungsbereich Ulmenstraße/Bergstraße                                                              |
|                                                         | Bücherschrank                                              | Dreis                                   | 28. Aug. 2024 | Gesponsort durch Westenergie und Vorgänger | Freie Reichsstraße 76                                                                                  |
|                                                         | Bücherschrank                                              | Düngenheim                              | 4. Aug. 2023  | Gesponsert durch Westenergie und Vorgänger | ⊙ Hauptstraße 38, 56761 Düngenheim                                                                     |
|                                                         | Bücherschrank                                              | Ebertsheim                              | 15. Okt. 2021 | Wird von der Gemeinde betreut. Befindet sich im Vorraum zum Dorfladen (Rathaus), 24 h begehbar. | ⊙ Hauptstraße (Rathaus)                                                                                |
|                                                         | Bücherschrank                                              | Emmelshausen                            | 17. Mai 2022  | Gesponsert durch Westenergie und Vorgänger | ⊙ Rhein-Mosel-Straße 45, 56281 Emmelshausen                                                            |
|                                                         | Bücherschrank                                              | Ensch                                   | 8. Nov. 2022  | Gesponsert durch Westenergie und Vorgänger | ⊙ Kirchstraße 8, 54340 Ensch                                                                           |
|                                                         | Bücherschrank                                              | Erdorf (Bitburg)                        | 17. Dez. 2020 | Gesponsert durch Westenergie und Vorgänger, Partnerschaftsmodell mit der Stadt Bitburg | ⊙ Schulstraße 8                                                                                        |
|                                                         | Bushaltestelle mit offenem Bücherregal                     | Framersheim                             |               | | ⊙ Bushaltestelle Mühlstraße in der Bahnhofstraße                                                       |
|                                                         | Kühlschrank                                                | Freckenfeld                             | 6. Sep. 2019  | aufgestellt von der SPD Freckenfeld | ⊙ |
|                                                         | Weinfass                                                   | Freimersheim (Rheinhessen)              | Juli 2019     | | ⊙ Ecke Bahnhofstraße/Erlenstraße                                                                       |
|                                                         | Metallschrank                                              | Freudenburg                             |               | | ⊙ Maximinstraße, auf dem Kelterplatz (Maximinstraße 3)                                                 |
|                                                         | Bücherbox                                                  | Freudenburg-Kollesleuken                | 2020          | Initiative einzelner Einwohner | ⊙ Alter Weg, Bushaltestelle                                                                            |
|                                                         | Bücherschrank                                              | Fürthen                                 | Juli 2025     | wird von Ehrenamtlichen betreut | Bushaltestelle an der Siegstraße                                                                       |
|                                                         | Bücherschrank                                              | Gau-Algesheim                           |               | Gemeinde Gau-Algesheim | ⊙ Bahnhofstraße 21, 55435 Gau-Algesheim                                                                |
|                                                         | Bücherschrank                                              | Germersheim                             |               | | ⊙ Bahnhof, Wartehalle (Bahnhofstraße 13)                                                               |
|                                                         | Bücherschrank                                              | Germersheim                             | März 2017     | | ⊙ Nardiniplatz                                                                                         |
|                                                         | Bücherschrank                                              | Gerolstein                              | 6. Okt. 2021  | Gesponsert von Westenergie und Vorgänger | ⊙ Hauptstraße Ecke Raderstraße                                                                         |
|                                                         | Metallschrank                                              | Gimbsheim                               | 2017          | wird vom Schwimmverein Freibad Gimbsheim betreut, nur für Besucher des Schwimmbades: Von außen nicht zugänglich | ⊙ Freibad Gimbsheim, Zum Schwimmbad 1                                                                  |
|                                                         | Telefonzelle                                               | Göcklingen                              | Mai 2019      | wird von ehrenamtlicher Initiative betreut, den „Bücherstall-Paten“ | ⊙ Am Rathaus, an der Bushaltestelle                                                                    |
|                                                         | Bücherhaisel                                               | Gommersheim                             | Juli 2022     | wird von Ehrenamtlichen betreut | ⊙ Auf dem Dorfplatz                                                                                    |
|                                                         | Bücherhäuschen                                             | Großkarlbach                            | Mai 2018      | Wird von Ehrenamtlichen und dem SPD-Ortsverein betreut. | ⊙ Hauptstraße 18                                                                                       |
|                                                         | Schrank                                                    | Großsteinhausen                         |               | jederzeit zugänglich | ⊙ Dorfplatz Großsteinhausen                                                                            |
|                                                         | umgebaute ehemalige Telefonzelle                           | Grünstadt                               | 27. Juli 2019 | | ⊙ Carrières-sur-Seine-Platz                                                                            |
|                                                         | Englische Telefonzelle                                     | Hachenburg                              |               | | ⊙ Higham-Ferrers-Platz, Friedrichstraße, Ecke Bornweg                                                  |
|                                                         |                                                            | Hayna                                   | 17. Juni 2018 | | ⊙ Dorfplatz                                                                                            |
|                                                         | Bücherschrank                                              | Heimweiler                              | Dezember 2024 | Gesponsert durch Westenergie und Vorgänger | Hauptstraße 35, 55606 Heimweiler                                                                       |
|                                                         | Bokxx                                                      | Hermeskeil                              | Mai 2019      | gestiftet von Innogy | ⊙ Langer Markt 17, vor dem Rathaus                                                                     |
|                                                         | Bücherschrank                                              | Hillesheim (Eifel)                      |               | Gesponsert von Westenergie und Vorgänger | ⊙ Graf-Mirbach-Platz                                                                                   |
|                                                         | Bücherschrank                                              | Hollnich                                | Okt. 2022     | Gesponsert durch Westenergie und Vorgänger | ⊙ Dorfstraße 28, 56288 Hollnich                                                                        |
|                                                         | Schrank                                                    | Ingelheim am Rhein                      |               | im Schulhaus, am Wochenende geschlossen, überwiegend Kinderbücher | ⊙ Sebastian-Münster-Gymnasium                                                                          |
|                                                         | Schrank                                                    | Ingelheim am Rhein (OT Großwinternheim) |               | | ⊙ Bushaltestelle                                                                                       |
|                                                         | Bücherregal                                                | Kallstadt (Pfalz)                       | Nov. 2020     | Es wird eine Bankkarte/Kreditkarte für den Einlass außerhalb der Öffnungszeiten des i-Punkts benötigt. | ⊙ Im i-Punkt (Weinstr. 111)                                                                            |
|                                                         | BOKX 01                                                    | Kandel (Pfalz)                          | 7. Mai 2016   | | ⊙ am Dierbachweg in Höhe der Parkplätze „Im Stadtkern“                                                 |
|                                                         | rollbares Bücherregal                                      | Kandel (Pfalz)                          | 17. März 2021 | aufgestellt vom Lions-Club Wörth-Kandel mit Spendenkasse | ⊙ bei Edeka Burger zwischen Kassenzeile und Backshop                                                   |
|                                                         | RWE-Bücherschrank                                          | Kastellaun                              | 17. Feb. 2016 | Bücherpatinnen sind Petra Müller-Wetstein und Hannah Hamdorf-Strünke | ⊙ in der Nähe vom Springbrunnen in der Allee                                                           |
|                                                         | Bücherschrank                                              | Kehrig                                  | 25. Feb. 2021 | Gesponsert durch Westenergie und Vorgänger | ⊙ Polcher Straße 1, vor dem Bürgerhaus                                                                 |
|                                                         | Bücherschrank                                              | Kelberg                                 | März 2024     | | Parkplatz am Marktplatz                                                                                |
|                                                         | Bücherschrank                                              | Kettig                                  | 21. März 2019 | durch Sponsoren finanziert | ⊙ am Godilda-Platz                                                                                     |
|                                                         | Bücherschrank                                              | Kirchberg (Hunsrück)                    | 27. Apr. 2021 | Gesponsert durch Westenergie und Vorgänger | ⊙ Hauptstraße 70                                                                                       |
|                                                         | Britische Telefonzelle                                     | Kirchen (Sieg)                          | Nov. 2013     | | ⊙ Rathausplatz                                                                                         |
|                                                         | Holzschrank                                                | Kirchheimbolanden                       | 2017          | | ⊙ Neue Allee, auf Ebene 5 des Parkhauses                                                               |
|                                                         | Gelbe Telefonzelle mit Internet Hotspot (WiFi)             | Kirchsahr-Binzenbach                    | 13. Apr. 2018 | Projekt des „Freundeskreise Sahrbachtal“ in der Eifel | ⊙ Sahrstraße 36, am Wanderparkplatz im Sahrbachtal                                                     |
|                                                         | BOKX 01 (COR-TEN-Stahl)                                    | Koblenz-Ehrenbreitstein                 | Aug. 2014     | | ⊙ Kapuzinerplatz                                                                                       |
|                                                         | Bücherschrank                                              | Koblenz-Güls                            | Jan. 2021     | organisiert von Heinz-Georg Durben und finanziert von der Energieversorgung Mittelrhein | ⊙ Planstraße                                                                                           |
|                                                         | Metallschrank                                              | Koblenz-Südliche Vorstadt               | 2016, Sommer  | Öffentlicher Bücherschrank von Lions | ⊙ Schenkendorfplatz 1                                                                                  |
|                                                         | Bücherschrank                                              | Konz                                    |               | | ⊙ vor dem Eingang zum Museum Roscheider Hof                                                            |
|                                                         | Bücherschrank                                              | Kröv                                    |               | Ausgedienter Kühlschrank | ⊙ Robert-Schuman-Straße 201                                                                            |
|                                                         | Telefonzelle mit Solarzellen auf dem Dach                  | Kusel                                   | 2015          | initiiert von „Du bist Kusel“ | ⊙ Kreisverkehr am Rosengarten                                                                          |
|                                                         | Bücherschrank                                              | Kyllburg                                | 2023          | Gesponsert durch die Stadt Kyllburg und Westenergie | ⊙ Malberger Straße 2                                                                                   |
|                                                         | TARDIS Bücherschrank Landau                                | Landau in der Pfalz                     | 24. Aug. 2018 | privater Eigenbau in Gestalt einer britischen TARDIS Polizeibox aus der SciFi-Serie Dr. Who, auf Privatgrundstück, jedoch dauerhaft öffentlich zugänglich | ⊙ Paul-Münch-Straße 3                                                                                  |
|                                                         | BücherboXX im Südpark                                      | Landau in der Pfalz                     | 16. Aug. 2019 | ehemalige französische Telefonzelle, zugänglich bei Tageslicht | ⊙ Südpark, vor der Vinothek Par Terre, Georg-Friedrich-Dentzel-Straße 11                               |
|                                                         | Bücherschrank                                              | Landau in der Pfalz-Wollmesheim         |               | Bücherschrank in der Haltestelle Dorfschänke Wollmesheim, immer zugänglich | ⊙ Wollmesheimer Hauptstraße 13                                                                         |
| Bücherbox (Telefonzelle) Landkern (Schulstraße)         | Gelbe Telefonzelle                                         | Landkern                                | 21. Mai 2022  | Öffentliche Bücher-Tauschzelle in einer gelben Telefonzelle in der Schulstraße (Abzweig Hauptstraße) | ⊙ Landkern, Schulstraße                                                                                |
|                                                         | Selbstgebauter Bücherschrank aus Upcycling-Material        | Landstuhl                               | 17. Mai 2016  | gebaut in der Projektwoche des Sickingen-Gymnasiums | ⊙ Sickingen-Gymnasium, Philipp-Fauth-Straße 3                                                          |
| Bild gesucht BW                                         | Bücherschrank                                              | Langsur                                 |               | Gesponsert durch die Leader Stiftung miselerland-moselfranken, gebaut durch das Dorfteam Langsur unter Kooperation mit dem Verein „Sauer macht lustig e. V.“ | ⊙ Wasserbilliger Straße (vor der Grundschule)                                                          |
|                                                         | Bücherschrank                                              | Lantershofen                            | 1. Apr. 2022  | Gesponsert durch Westenergie und Vorgänger | ⊙ Graf-Blankard-Straße 23, 53501 Grafschaft                                                            |
|                                                         | Bücherschrank                                              | Laudert                                 | 7. Aug. 2023  | Gesponsert durch Westenergie und Vorgänger | ⊙ Am Kroppenberg 9, 56291 Laudert                                                                      |
|                                                         | Bücherschrank                                              | Leiwen                                  | 17. Dez. 2020 | Gesponsert durch Westenergie und Vorgänger | ⊙ Klostergartenstraße 48, auf dem Dorfplatz                                                            |
|                                                         | Bücherkiste                                                | Limburgerhof                            | Sep. 2016     | Kiste ist nur von Mitte März bis Anfang Oktober auf der Lesebank | ⊙ Burgunderplatz                                                                                       |
| Offener Bücherschrank in Lörzweiler Rheinhessen         | Kühlschrank                                                | Lörzweiler                              | Mai 2023      | -- | ⊙ Hinter der Gemeindeverwaltung                                                                        |
|                                                         | Bücherschrank                                              | Luckenbach                              | 8. Dez. 2023  | Gesponsert durch Westenergie und Vorgänger | ⊙ Hauptstraße 8 57629 Luckenbach                                                                       |
|                                                         | Bücherschrank                                              | Ludwigshafen                            | 19. Sep. 2020 | Initiative der BürgerStiftung Ludwigshafen | ⊙ Ludwigsplatz auf Höhe des Hotels Tulip Inn Ludwigshafen City                                         |
|                                                         | Slottis Book-Box Gelbe Telefonzelle                        | Ludwigshafen-Maudach                    | Okt. 2013     | bitte nur bei Tageslicht besuchen Bücher, Comics, kleine Gesellschaftsspiele | ⊙ Höflichgäßchen 4                                                                                     |
|                                                         | Telefonzelle                                               | Ludwigshafen-Oppau                      | März 2015     | VerkehrsInitiative-Ludwigshafen e. V., Bürgerinitiative, die sich für den ÖPNV einsetzt | ⊙ Oppau, Straßenbahnendhaltestelle, Bad-Aussee-Straße                                                  |
|                                                         | offener Bücherschrank LU-Gartenstadt kleiner Bücherschrank | Ludwigshafen-Gartenstadt                | Okt. 2019     | bitte nur bei Tageslicht besuchen Bücher, Kinderbücher, Comics, kleine Gesellschaftsspiele | ⊙ Innsbrucker Weg 37                                                                                   |
|                                                         | Metallschrank                                              | Mainz                                   |               | Schwerpunkt Kinderbücher | ⊙ vor dem Haupteingang des Volkshochschulgebäudes am Karmeliterplatz in der Innenstadt                 |
|                                                         | Metallschrank                                              | Mainz-Altstadt                          |               | | ⊙ Kirschgarten/Ecke Rochusstraße                                                                       |
|                                                         | Vitrine                                                    | Mainz-Bretzenheim                       | Sep. 2007     | Initiative eines Partei-Ortsvereins | ⊙ Straßenbahnendstation Bahnstraße                                                                     |
|                                                         | Vitrine                                                    | Mainz-Bretzenheim                       |               | | ⊙ Essenheimer Str. 40, an der Heinrich-Mumbächer-Schule/Ortsverwaltung                                 |
|                                                         | Vitrine                                                    | Mainz-Finthen                           |               | | ⊙ Rodeneck-Platz / Am Obstmarkt 24 (neben Bürgerhaus Finthen)                                          |
|                                                         | Holzschrank                                                | Mainz-Gonsenheim                        |               | nur Kinderbücher | ⊙ vor der Kinderbuchhandlung in der Breiten Straße                                                     |
|                                                         | Litfaß-Säule                                               | Mainz-Gonsenheim                        |               | | ⊙ Bürgermeister-Alexander-Straße Bushaltestelle, Krongarten                                            |
|                                                         | Vitrine                                                    | Mainz-Gonsenheim                        |               | | ⊙ Ecke Willy-Brandt-Platz von Bürgermeister-Alexander-Straße kommend                                   |
|                                                         | Vitrine                                                    | Mainz-Hartenberg-Münchfeld              |               | | ⊙ Im Münchfeld / Dijonstraße (Mittelinsel)                                                             |
|                                                         | Vitrine                                                    | Mainz-Hechtsheim                        |               | | ⊙ Rückseite des alten Feuerwehrhauses an der Endhaltestelle der Straßenbahnlinie 52                    |
|                                                         | Vitrine                                                    | Mainz-Laubenheim                        |               | | ⊙ Ecke an der KiTa MinniMax in der Rüsselsheimer Allee                                                 |
|                                                         | Vitrine                                                    | Mainz-Marienborn                        |               | | ⊙ Mainz-Marienborn, Am Sonnigen Hang 8 (vor der Pizzeria „Da Raffaele“)                                |
|                                                         | Verteilerkasten (umgebaut)                                 | Mainz-Mombach                           | 2023          | Errichtet durch das Förderprogramm „Soziale Stadt – Sozialer Zusammenhalt“ mit Unterstützung des Wirtschaftsbetriebs der Stadt Mainz | ⊙ Quellwiesstraße / Einmündung Hauptstraße (gegenüber Mombacher Stadtteilbibliothek)                   |
|                                                         | Bücherregal                                                | Mainz-Mombach                           |               | nur zu Öffnungszeiten der Ortsverwaltung Mainz-Mombach, Montag 8–12 Uhr, Dienstag 14–18 Uhr, Mittwoch–Freitag 8–12 Uhr | ⊙ Wartebereich der Ortsverwaltung Mainz-Mombach                                                        |
|                                                         | Vitrine                                                    | Mainz-Neustadt                          |               | | ⊙ am nord-östlichen Ende (Richtung Leibnizstraße) des Lessingplatzes                                   |
|                                                         | Schrank                                                    | Mainz-Neustadt                          |               | nur zu Öffnungszeiten des UmweltInformationsZentrums, Montag–Freitag 10–18 Uhr, Samstag 10–14 Uhr | ⊙ UmweltInformationsZentrum der Stadt Mainz, Dominikanerstraße 2                                       |
|                                                         | Verteilerkasten                                            | Mainz-Neustadt                          | 28. Aug. 1994 | [ 23 ] | ⊙ Feldbergplatz, Taunusstraße                                                                          |
|                                                         | Verteilerkasten                                            | Mainz-Oberstadt                         | 1994          | Berliner Siedlung | ⊙ An der Berliner Straße, zwischen Ladenzeile und den Hochhäusern                                      |
|                                                         | Bücherschrank                                              | Manderscheid                            | 16. Apr. 2021 | Gesponsert durch Westenergie und Vorgänger | ⊙ Kurfürstenstraße 15, vor dem Rathaus                                                                 |
|                                                         | Bücherschrank                                              | Maring-Noviand                          | 4. Mai 2023   | Gesponsert durch die Gemeinde Maring-Noviand und die Westenergie AG | ⊙ Trierer Straße, Maring-Noviand                                                                       |
|                                                         | Bücherschrank                                              | Maximiliansau                           | 2016          | | ⊙ am Brunnen des ehemaligen Rathausplatzes (Cany-Barville-Straße) gegenüber dem katholischen Pfarrhaus |
|                                                         | Bücherregal                                                | Mayen                                   | 2016          | zugänglich während der Öffnungszeiten des Vermessungs- und Katasteramts (Mo–Fr: 8:00–13:00 Uhr) | ⊙ Am Wasserturm 5a, vor der Servicestelle des Vermessungs- und Katasteramts                            |
|                                                         | Bücherkiste                                                | Meckenheim (Pfalz)                      |               | im Rathaus der Gemeinde | ⊙ Hauptstr. 58                                                                                         |
|                                                         | Bücherschrank                                              | Meddersheim                             | 29. Juni 2023 | Gesponsert durch Westenergie und Vorgänger | ⊙ Naheweinstraße 15                                                                                    |
|                                                         | Bücherschrank                                              | Mehren                                  | 11. Okt. 2023 | Gesponsert durch Westenergie und Vorgänger | ⊙ Hauptstraße 16, 54552 Mehren                                                                         |
|                                                         | Metallschrank                                              | Mendig-Obermendig                       | 2021          | Initiative des Vereins Pro Mendig e. V. | ⊙ Platz der Steinhauer                                                                                 |
|                                                         | Bücherschrank                                              | Merxheim (Nahe)                         | 16. Juli 2020 | Gesponsert durch Westenergie und Vorgänger | ⊙ Unter Rothell Nähe Ecke Große Straße                                                                 |
|                                                         | Rote Telefonzelle                                          | Minfeld                                 | 2019          | „Bücher-Börse“, privat von der Familie Marx betrieben | ⊙ Im Wiesengrund 1                                                                                     |
|                                                         | Verteilerkasten                                            | Mommenheim                              | 2012          | | ⊙ Zwerchgasse                                                                                          |
|                                                         | Verteilerkasten                                            | Monzingen                               | Aug. 2020     | private Initiative | ⊙ linke Seite des Entrainsparks in der Soonwaldstraße                                                  |
|                                                         | Bücherregal                                                | Nackenheim                              | 2016          | zugänglich während der Öffnungszeiten des Repair-Café Nackenheim immer am 1. Samstag im Monat ab 14:00 Uhr | ⊙ Mahlweg 8                                                                                            |
|                                                         | Telefonzelle                                               | Nastätten                               | 2017          | [ 26 ] | ⊙ Adolfsplatz                                                                                          |
|                                                         | Bücherschrank                                              | Neuerburg                               | 2. Juli 2020  | Gesponsert durch Westenergie und Vorgänger | ⊙ Marktplatz                                                                                           |
|                                                         | Bücherschrank                                              | Neustadt (Wied)                         | 2019          | Der Bücherschrank beim Parkplatz unterhalb der Bushaltestelle „Margarita-Platz“ kann von zwei Seiten geöffnet werden (die Bildmontage zeigt beide) und wird von Silke Vogt in Zusammenarbeit mit dem Mehrgenerationenhaus Neustadt (Wied) für die VG Asbach und in Kooperation mit der Gemeindebücherei betreut. | ⊙ Wiedtalstraße 9, 53577 Neustadt (Wied)                                                               |
|                                                         | kleine Kiste                                               | Neustadt an der Weinstraße              | 2009          | zugänglich während der Öffnungszeiten der Kath. öffentlichen Bücherei St. Jakobus in Neustadt-Hambach (So. 11:00–12:45, Di. 17:00–19:00, Do. 17:00–18:00) | ⊙ Weinstraße 140                                                                                       |
|                                                         | BOKX 01                                                    | Neustadt-Diedesfeld                     | 2019          | Projekt in Kooperation der GS Brüder-Grimm-Schule Diedesfeld mit der BBS Neustadt und BBS Forbach | ⊙ Kirchwiesenstraße, Spielplatz an der Grundschule                                                     |
|                                                         | Englische Telefonzelle                                     | Neuwied                                 | 2017          | finanziert über das Bund-Land-Förderprogramms „Aktive Stadtzentren“, tagsüber an Werktagen geöffnet | ⊙ bei der Tourist-Information auf dem Luisenplatz                                                      |
|                                                         | Bücherschrank                                              | Neuwied                                 |               | zugänglich während der Öffnungszeiten der Volkshochschule | ⊙ in der Volkshochschule, Heddesdorfer Str. 33                                                         |
|                                                         | Telefonzelle                                               | Neuwied-Heimbach-Weis                   | 9. Juli 2024  | zugänglich rund um die Uhr. Gestiftet vom Ortsbeirat Heimbach-Weis und ReThink e. V. Organisiert, renoviert und betreut von ReThink e. V. | ⊙ Hauptstraße 99 Auf dem „Schmitte Eck“, Kreuzung Hauptstraße / Blocker Straße                         |
|                                                         | Bücherregal                                                | Neuwied-Niederbieber                    | 2016          | | ⊙ Aubachstr.                                                                                           |
|                                                         | Bücherschrank                                              | Nickenich                               | Dez. 2016     | [ 30 ] | ⊙ Kirchstraße 2, vor der Kulturscheune                                                                 |
|                                                         | Verteilerkasten                                            | Niederahr                               | Mai 2018      | aus der Initiative zur Dorfmoderation | ⊙ Hauptstraße, Ecke Oststraße, im Wartehäuschen der Schulbushaltestelle                                |
|                                                         | Bücherschrank                                              | Niedermennig                            | 23. Juni 2021 | Gesponsert durch Westenergie und Vorgänger | ⊙ Am Herrenberg 3, 54329 Niedermennig                                                                  |
| Bild gesucht BW                                         | Bücherschrank                                              | Nierstein-Schwabsburg                   |               | | ⊙ auf dem Dorfplatz                                                                                    |
|                                                         | Bücherschrank                                              | Nittel                                  | 8. Nov. 2022  | Gesponsert durch die Gemeinde Nittel und Westenergie AG | ⊙ Wiesenstraße 9, 54453 Nittel                                                                         |
|                                                         | Bücherschrank                                              | Norheim                                 | 24. Jan. 2020 | Gesponsert durch Westenergie und Vorgänger | ⊙ Sankt-Martin Straße 21                                                                               |
|                                                         | Bücherschrank                                              | Oberbillig                              | 26. Jan. 2023 | Gesponsert durch die Gemeinde Oberbillig und Westenergie | ⊙ Moselstraße 10, 54331 Oberbillig                                                                     |
|                                                         | RWE-Bücherschrank                                          | Oberwesel                               | Mai 2014      | [ 32 ] | ⊙ Hospitalgasse 11, vor der Loreley-Klinik                                                             |
| Ochtendung,_Raiffeisenplatz,_öffentlicher_Bücherschrank | Metallschrank                                              | Ochtendung                              | März 2021     | mit Unterstützung örtlicher Gewerbetreibender und Westenergie finanziert | ⊙ Raiffeisenplatz                                                                                      |
|                                                         | Bücherschrank                                              | Ölsen                                   | 25. Apr. 2020 | aufgestellt von der Ortsgemeinde Ölsen | ⊙ Alte Bushaltestelle in der Dorfmitte an der Hauptstraße                                              |
|                                                         | Bücherschrank                                              | Pfalzfeld                               | 24. März 2021 | Gesponsert von Westenergie | ⊙ An der Bushaltestelle Backesplatz                                                                    |
|                                                         | Bücherschrank                                              | Plaidt                                  |               | | ⊙ Friedhofstraße vor der Verbandsgemeindeverwaltung                                                    |
|                                                         | Bücherschrank                                              | Prüm                                    | 2018          | Gesponsert durch Westenergie und Vorgänger | ⊙ Johannismarkt 2                                                                                      |
|                                                         | Bücherschrank                                              | Pölich                                  | 26. Nov. 2019 | Gesponsert durch Westenergie und Vorgänger | ⊙ Dorfplatz an der Hauptstraße 16                                                                      |
|                                                         | Alter Stromkasten                                          | Queichhambach                           | 2008          | erster öffentlicher Bücherschrank der Pfalz | ⊙ östlicher Ortseingang                                                                                |
|                                                         | Bücherregal                                                | Ramstein-Miesenbach                     | 1. Aug. 2016  | Betreuung: Stadtbücherei Ramstein-Miesenbach und Ehrenamtlicher Besuchsdienst Kaiserslautern, geöffnet, Mo, Do, Fr :14.00-18.00 Uhr, Di, Mi : 8.30-12.30 Uhr | ⊙ Stadtbücherei Ramstein, Am Neuen Markt 4                                                             |
|                                                         | Englische Telefonzelle                                     | Rhens                                   |               | | ⊙ Bramleystr.                                                                                          |
|                                                         | Französische Telefonzelle                                  | Remagen                                 | 16. Sep. 2016 | betreut von der Evangelischen Bücherei | ⊙ Maisons-Laffitte-Platz (Bahnhofsvorplatz)                                                            |
|                                                         | BücherBOXX (Telefonzelle)                                  | Rennerod                                | 8. Dez. 2016  | betreut vom Kulturkreis Hoher Westerwald e. V. | ⊙ Hauptstraße 48, neben Eisdiele Da Luca                                                               |
|                                                         | Bücherzelle                                                | Rheinbreitbach                          |               | Initiative Rheinbreitbach 2030 | ⊙ Schulstraße 7a                                                                                       |
|                                                         | Bücherregal                                                | Rheinbrohl                              |               | Gemeinde Rheinbrohl im Vorraum des Rathauses, geöffnet Mo bis Fr 9:00 bis 12:00, Di 14:00 bis 16:00, Do 16:00 bis 18:00 | ⊙ Kirchstraße 6                                                                                        |
|                                                         | Bücherschrank                                              | Rieden (Eifel)                          | 02.07.2025    | Gesponsort durch Westenergie und Vorgänger | Kirchstraße 44 56745 Rieden                                                                            |
|                                                         | Bücherschrank                                              | Rittersdorf                             | Jan. 2023     | Gesponsert durch Westenergie und Vorgänger | ⊙ Schulstraße 8                                                                                        |
|                                                         | Bücherschrank                                              | Riol                                    | 2023          | Gesponsert durch Westenergie und Vorgänger | ⊙ Martinstraße 5                                                                                       |
|                                                         | Telefonzelle                                               | Rülzheim                                | Nov. 2020     | von Beschäftigten des Bauhofs umgestaltete Telefonzelle vor der Sozialstation Rülzheim-Bellheim-Jockgrim, initiiert von den Mitarbeiterinnen der Sozialstation | ⊙ Kuhardter Straße 37, vor der Sozialstation                                                           |
|                                                         | Bücherzelle                                                | Saarburg                                |               | vom Reisemobilpark Saarburg, ganztäglich zugänglich | ⊙ Am Saarufer 18, auf dem Gelände des Reisemobilparks                                                  |
|                                                         | Bücherschrank                                              | Saffig                                  | März 2017     | [ 38 ] | ⊙ Pöschstraße 13, Außenbereich Café „Zum Schänzchen“                                                   |
|                                                         | Bücherschrank                                              | Schalkenmehren                          |               | | ⊙ Zum Scheid                                                                                           |
|                                                         | Verteilerkasten                                            | Schwabenheim an der Selz                |               | aufgestellt von RWE Energie | ⊙ Marktplatz                                                                                           |
|                                                         | Telefonzelle                                               | Simmern/Hunsrück                        | 14. Feb. 2014 | aufgestellt vom Rotary-Club Simmern | ⊙ Aulergasse, am Kirchturm von St. Josef                                                               |
|                                                         | Bücherregal                                                | Simmern/Hunsrück                        | 2016          | zugänglich während der Öffnungszeiten des Vermessungs- und Katasteramts (Mo–Fr 8:00–13:00 Uhr) | ⊙ Hüllstraße 7–9, vor der Servicestelle des Vermessungs- und Katasteramts                              |
|                                                         | Telefonzelle, künstlerisch gestaltet                       | Sinzig                                  | 17. Mai 2013  | aufgestellt vom Verein zur Förderung der Denkmalpflege und vom Heimatmuseum Sinzig | ⊙ Brunnenplatz                                                                                         |
|                                                         | Bücherschrank                                              | Sirzenich                               | Jan. 2023     | Gesponsert durch Westenergie und Vorgänger | ⊙ Hauptstraße 20                                                                                       |
|                                                         |                                                            | Sohren                                  | 14. Dez. 2017 | aufgestellt durch innogy, betreut durch die Evangelische Kinder- und Jugendbücherei | ⊙ Anfang Bahnhofsstraße                                                                                |
|                                                         | Bücherschrank                                              | Speicher                                | 16. März 2023 | Gesponsert durch Westenergie AG | ⊙ Am Markt 16                                                                                          |
|                                                         | BOKX 02                                                    | Speyer                                  | 8. Mai 2014   | Initiatoren: AG Gedenkveranstaltung „Bücherverbrennung 1933 in Deutschland“ und Förderverein Freunde der Stadtbibliothek Speyer e. V. Spender: o. a. Förderverein und VHS Speyer | ⊙ im Kulturhof Flachsgasse (Eingang von der Maximilianstraße neben Tourist-Information)                |
|                                                         | Telefonzelle                                               | Speyer                                  |               | | ⊙ Berliner Platz, Ecke Kurt-Schumacher-Straße und Im Erlich                                            |
|                                                         | Bücherschrank                                              | Speyer Vogelgesang                      |               | | ⊙ Platz der Stadt Ravenna, vor der Kindertagesstätte St. Markus                                        |
|                                                         | Bücherschrank                                              | Stadtkyll                               | 3. Dez. 2024  | Gesponsert durch Westenergie und Vorgänger | Hauptstraße 14, 54589 Stadtkyll                                                                        |
|                                                         | Bücherschrank                                              | St. Johann                              | 11. Juli 2024 | Gesponsert durch Westenergie und Vorgänger | Mayener Straße 32-40                                                                                   |
|                                                         | Bücherschrank                                              | St. Martin                              | 1. Dez. 2024  | | Kropsbachpark,Im Stöckelfeld 5                                                                         |
|                                                         | Waldbücherschrank in einem Baumstamm                       | St. Martin                              |               | Der Zugang kann von Sankt Martin aus über Wanderwege von der Kropsburg und St. Ottilia-Kapelle bzw. aus dem Sankt Martiner Tal vom Zeltplatz an der Wappenschmiede erfolgen. An der Anlage führt der Prädikatswanderweg Pfälzer Weinsteig vorbei.                                                                | Dichterhain, westlich von St. Martin                                                                   |
|                                                         | Bücherschrank                                              | Tawern                                  | März 2023     | Gesponsert durch Westenergie AG | ⊙ Römerstraße 3, Tawern                                                                                |
|                                                         | Offener Bücherschrank                                      | Thür                                    | Dez. 2024     | Gesponsort durch Westenergie und Vorgänger | ⊙ Segbachstraße 29, 56743 Thür                                                                         |
|                                                         | Bücherschrank                                              | Treis-Karden                            | 2023          | Gesponsert durch Westenergie AG und Vorgänger | ⊙ Am Marktplatz 8                                                                                      |
|                                                         | englische Telefonzelle                                     | Trier                                   |               | | ⊙ Schammatdorf, vor dem Zentrum (Im Schammat 13 a)                                                     |
|                                                         | Bücherschrank                                              | Trier                                   | 13. Jan. 2017 | Öffnungszeiten: Mo–Fr 8:30–12:00, 13:00–16:00 Uhr | ⊙ Wahlkreisbüro Katrin Werner, Paulinstraße 1–3, 2. OG                                                 |
|                                                         | Bücherschrank                                              | Trier                                   | 2024          | 16. März – 14. Oktober: 06:00 – 21:00 Uhr 15. Oktober – 15. März: 07:30 – 18:30 Uhr | ⊙ Hauptfriedhof, Eingang Hospitalsmühle                                                                |
|                                                         | Bücherschrank                                              | Trier-Kürenz                            |               | 24/7 | ⊙ Ecke „Zum Schlosspark“ – „Soterstraße“                                                               |
|                                                         | ausgemusterte Telefonzelle                                 | Undenheim                               |               | | ⊙ Staatsrat-Schwamb-Straße                                                                             |
|                                                         | ausgemusterte Telefonzelle                                 | Unkel                                   |               | | ⊙ Kirchstraße, vor dem Schützengelhaus                                                                 |
|                                                         | BücherZelle                                                | Waldlaubersheim                         | 9. Sep. 2012  | Bücherzelle (Telefonzelle) „Die kleinste Bücherei der Region“ | ⊙ zwischen Viktoriaplatz und Martinskirche, Binger Straße 10, neben dem Feuerwehrhaus                  |
|                                                         | Bücherzelle                                                | Waldmohr                                | Aug. 2020     | Bücherzelle (Telefonzelle), gespendet vom SPD-Ortsverein Waldmohr | ⊙ Marktplatz                                                                                           |
|                                                         | Offener Bücherschrank                                      | Waldrach                                | Dez. 2024     | Gesponsert durch Westenergie AG und Vorgänger | Untere Kirchstraße 2, 54320 Waldrach                                                                   |
|                                                         | Bücherschrank                                              | Wassenach                               | 12. Dez. 2023 | Gesponsert durch Westenergie AG und Vorgänger | ⊙ Zehntgasse 13                                                                                        |
|                                                         | Holzschrank                                                | Weinolsheim                             |               | | ⊙ im Dorfgemeinschaftshaus, Friesenheimer Straße 8                                                     |
|                                                         | Telefonzelle                                               | Weißenthurm                             | Jan. 2019     | [ 44 ] | ⊙ An der Ecke Gartenstraße/Hauptstraße                                                                 |
|                                                         | englische Telefonzelle                                     | Westerburg                              |               | | ⊙ Marktplatz                                                                                           |
|                                                         | ausgemusterte Telefonzelle                                 | Westheim                                | 11. Aug. 2017 | | ⊙ vor dem Bürgerhaus                                                                                   |
|                                                         | Bücherwagen                                                | Westhofen                               |               | Spendenprojekt für Africa Action | ⊙ vor dem Rathaus                                                                                      |
|                                                         | Spind                                                      | Wilgartswiesen                          |               | | ⊙ Tiergartenstraße 15, Grillhütte gegenüber der Falkenburghalle                                        |
|                                                         | Bücherschrank                                              | Windhagen                               | Mai 2020      | Der rote Bücherschrank im mit Sitzbänken ausgestatteten Ortszentrum lässt sich von zwei Seiten öffnen, wie die Bildmontage zeigt. | ⊙ Hauptstraße 40, 53578 Windhagen                                                                      |
|                                                         | ausgemusterte Telefonzelle                                 | Winnweiler                              | 2021          | | ⊙ vor der Gemeindebücherei auf dem Schloßplatz                                                         |
|                                                         | offener Bücherschrank                                      | Wittlich-Lüxem                          | 7. Juli 2023  | Gesponsert durch das Dorfverein Lüxem e. V. und die Westenergie AG | ⊙ Bombogener Straße 8, Wittlich                                                                        |
|                                                         | Telefonzelle                                               | Wörth am Rhein                          | Okt. 2023     | [ 46 ] | ⊙ Ottstr. 30                                                                                           |
|                                                         | Holzschrank                                                | Wörth am Rhein                          | Nov. 2020     | [ 47 ] | ⊙ Ahornstr. 5 (vor dem Mehrgenerationenhaus)                                                           |
|                                                         | Holzschrank                                                | Worms                                   | Okt. 2011     | Dienstag bis Freitag 09:30–12:30 und 13:30–17:00, Samstag 10:00–13:00 | ⊙ Auxereplatz                                                                                          |
|                                                         | Bücherschrank                                              | Worms                                   | 19. Jan. 2021 | Gesponsert durch Westenergie und Vorgänger, Partnerschaftsmodell mit EWR AG | ⊙ Mainzer Str. 76                                                                                      |
|                                                         | Bücherschrank                                              | Zweibrücken                             |               | | ⊙ Schillerstraße                                                                                       |
|                                                         | Bücherschrank                                              | Zweibrücken                             |               | Gebäude der Verbandsgemeindeverwaltung Zweibrücken-Land | ⊙ Landauer Straße 18                                                                                   |
|                                                         | Westenergie Bücherschrank                                  | Zerf                                    | 12.06.2025    | Gesponsort durch Westenergie und Vorgänger | Am Marktplatz 54314 Zerf                                                                               |

## Ehemalige Bücherschränke
| Bild | Ausführung              | Ort           | Seit | abgebaut (Festgestellt) | Anmerkung | Geokoordinaten                            |
| ---- | ----------------------- | ------------- | ---- | ----------------------- | --- | ----------------------------------------- |
|      | Stromschrank (umgebaut) | Mainz-Mombach |      | 2023                    | Errichtet auf Initiative des Vereins Schöneres Mombach e. V. mit Unterstützung der Stadt Mainz und der Stadtwerke Mainz. Im Rahmen des Schulneubaus in Mombach (vorübergehend) abgebaut, da die Karlsstraße für den Bauverkehr provisorisch durch eine kurze Baustraße an die Kreuzstraße angebunden wurde. | ⊙ am Kreisverkehr Hauptstraße/Kreuzstraße |
|      | Leseraum                | Speyer        |      | 2023                    | Öffnungszeiten: Mo–Sa 9:30–19:00 | ⊙ Postplatz 1                             |